# Mentha japonica
Mentha japonica là một loài thực vật có hoa trong họ Hoa môi. Loài này được (Miq.) Makino mô tả khoa học đầu tiên năm 1906.